# 聖奧班迪科爾米耶戰役
聖奧班迪科爾米耶戰役發生於1488年7月28日，雙方為法王查理八世的軍隊和布列塔尼公爵的軍隊和其盟友。後者的失敗標誌著瘋狂戰爭的結束，使得布列塔尼公國成功被法國收復。

## 註腳
1. 1 2 3 4  Journal de Bretagne, collection Jacques Marseille, éditions Larousse, 2003, p. 102.